# دوريس أبراهامز
دوريس أبراهامز (بالإنجليزية: Doris Abrahams)‏ هي منتجة مسرحية ‏ أمريكية، ولدت في 29 يناير 1921 في ذا برونكس في الولايات المتحدة، وتوفيت في 17 فبراير 2009 في مانهاتن في الولايات المتحدة.